# Los Teranes
Los Teranes är en ort i Mexiko.   Den ligger i kommunen Salamanca och delstaten Guanajuato, i den centrala delen av landet, 240 km nordväst om huvudstaden Mexico City. Los Teranes ligger 1 724 meter över havet och antalet invånare är 192.
Terrängen runt Los Teranes är en högslätt. Runt Los Teranes är det ganska tätbefolkat, med 149 invånare per kvadratkilometer. Närmaste större samhälle är Salamanca, 11,8 km nordväst om Los Teranes. Trakten runt Los Teranes består till största delen av jordbruksmark.